# Terraforming
Terraforming (bogstaveligt, at jordliggøre) er processen at modificere en planet, måne eller et andet himmellegeme til en mere beboelig atmosfære, temperatur eller økologi.
Terraforming begrebet har rødder i science-fiction og videnskab. Termen blev brugt for første gang i science-fiction novellen Seetee Shock (1949) af Jack Williamson, men terraforming som begreb går forud for dette værk. Olaf Stapledons First and Last Men (1930) giver et fiktionseksempel, hvor Venus bliver modificeret, efter en lang og destruktiv krig mod de oprindelige indbyggere, som gør oprør mod processen. Med hensyn til Mars, er det blevet foreslået, at en mulig måde at terraforme planeten kunne være at dirigere en asteroide ind i en kurs, hvor den vil ramme Mars' nordpol og ved denne 'impact' sende flere kubikkilometer vand op i atmosfæren. Dette ville ændre Mars' atmosfære og skabe en højere temperatur end de godt -60 grader Celsius, som eksisterer for tiden.

## Reference
1. ↑  Fogg, Martyn J. (1995). Terraforming: Engineering Planetary Environments (engelsk). SAE International. Warrendale, PA. ISBN 978-1-56091-609-3.
2. ↑  The Planet Mars (engelsk), marsnews.com, hentet 16. april 2022